# Pectinidia silvicola
Pectinidia silvicola là một loài bướm đêm trong họ Noctuidae.